# اكوتو
اكوتو، هي بلدية تقع في مقاطعة فروزينوني في إقليم لاتسيو الإيطالية، وتقع على بعد 60 كيلومتر (37 ميل) تقريباً، شرق روما وحوالي 20 كيلومتر (12 ميل) شمال غرب فروزينوني على سلسلة من التلال في مونتي إرنيسي.
تقع أكوتو على حدود البلديات التالية: اناجي، فيرينتينو، فيوجي، بيليو.

## الناس
- أمبرتو جيدوني، سياسي ورائد فضاء.
- سانت ماريا دي ماتياس؛ تأسست في اكوتو الجاذبية من دم المسيح الكاثوليكية الأخوات.

## روابط خارجية
- موقع المعلومات المحلية